# Гаврилов, Степан Владимирович
Степа́н Влади́мирович Гаври́лов (род. 25 мая 1997, Ижевск) - российский профессиональный игрок в 10-и кегельный боулинг. Правша, использует технику игры двумя руками (two handed approach). Серебряный призёр Первенства России (2017), Победитель всероссийских соревнований (2017), победитель Кубка Москвы (2018), победитель Кубка Стрельца (2020).
Участник Мирового Тура Боулинга, Европейского Тура Боулинга.
Мастер спорта России.

## Биография
Родился 25 мая 1997 года в Ижевске (Удмуртская республика). Обучался в Удмуртском государственном Университете, а также в Университете им. Масарика. Профессионально играет в боулинг с 2017 года.

## Спортивная карьера
Выступать на официальных турнирах начал с 2017 года. В числе первых достижений - серебряная медаль на Первенстве России по боулингу в 2017 году В августе 2017 года принимал участие в международном турнире Lucky Larsen Masters. Несколькими неделями позже, выиграл всероссийские соревнования по боулингу, а затем выиграл Гранд-финал кубка республики Татарстан, являясь трёхкратным призёром его этапов. По итогам 2017 года, вошёл в список кандидатов в сборную команду Российской Федерации на 2018 год.
В феврале 2018 года занял 2 место на всероссийских соревнованиях в дисциплине пары-микс. 29 марта 2018 года приказом Министерства спорта Российской Федерации было присвоено звание Мастера спорта России. В июне этого же года стал обладателем Кубка Москвы по боулингу, а в конце лета вновь посетил Швецию для участия в мировом туре боулинга. 13 октября 2018 года выиграл 6 этап Кубка республики Татарстан.
В 2020 году стал победителем VII ежегодного турнира по боулингу "Кубок Стрельца".

## Список достижений
| No | Дата             | Турнир                                 | Результат |
| -- | ---------------- | -------------------------------------- | --------- |
| 1  | 12 декабря 2020  | VII Кубок Стрельца                     | 1 место   |
| 2  | 9 декабря 2019   | VI Кубок Стрельца                      | 3 место   |
| 3  | 15 июня 2019     | VI этап Кубка республики Татарстан     | 3 место   |
| 4  | 13 октября 2018  | VI этап Кубка республики Татарстан     | 1 место   |
| 5  | 17 июня 2018     | Кубок Москвы                           | 1 место   |
| 6  | 21 февраля 2018  | Всероссийские соревнования             | 2 место   |
| 7  | 25 ноября 2017   | Гранд-финал Кубка республики Татарстан | 1 место   |
| 8  | 14 сентября 2017 | Всероссийские соревнования             | 1 место   |
| 9  | 15 июля 2017     | IV этап Кубка республики Татарстан     | 2 место   |
| 10 | 20 мая 2017      | II этап Кубка республики Татарстан     | 3 место   |
| 11 | 4 марта 2017     | I этап Кубка республики Татарстан      | 1 место   |
| 12 | 4 февраля 2017   | Первенство России                      | 2 место   |